# لوده‌لینسارت
لوده‌لینسارت (به لاتین: Lodelinsart) یک منطقهٔ مسکونی در بلژیک است که در شارلروآ واقع شده‌است. لوده‌لینسارت ۲٫۹۶ کیلومتر مربع مساحت و ۶٬۸۰۲ نفر جمعیت دارد.